# Малые противолодочные корабли проекта 12412

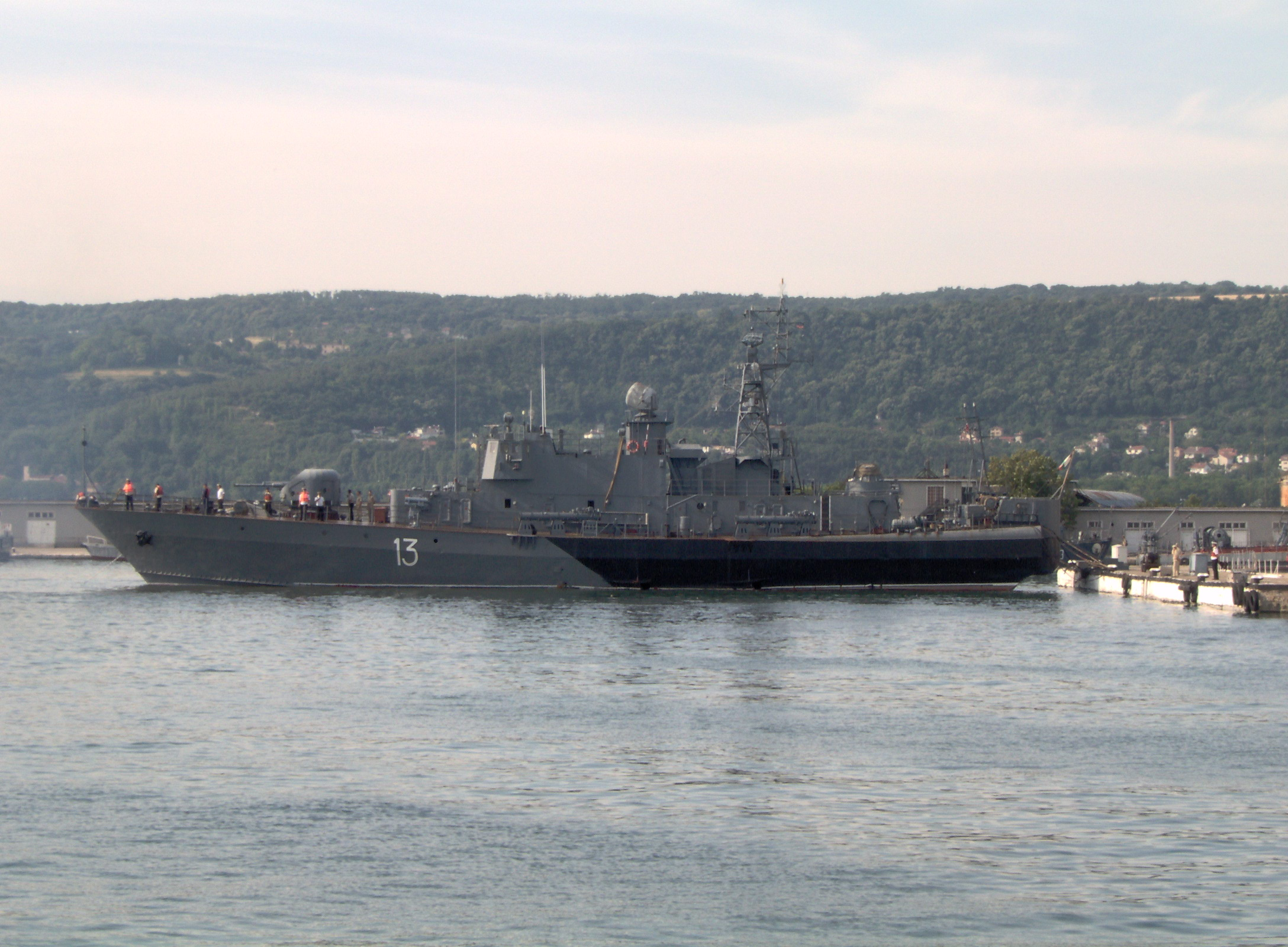
Болгарский МПК «Решительный».

Малые противолодочные и пограничные сторожевые корабли проекта 12412 «Молния-2» (по классификации НАТО — Pauk-class corvettes) — серия советских малых противолодочных и пограничных сторожевых кораблей. Построен крупной серией в СССР в 1980-х годах. За основу взят корпус ракетного катера проекта 12411.

## Описание проекта

### Проектирование
Малые противолодочные и пограничные сторожевые корабли проекта 12412 были спроектированы советскими конструкторами на основе и с учётом эксплуатации больших ракетных катеров проекта 1241. Строились эти малые корабли на Ярославском и Владивостокском судостроительных заводах.

### Форма корпуса
Корпус корабля имеет комбинированную форму обводов: лекальные в носовой оконечности и острая скула от 4-го шпангоута до транца. Подобная форма обусловливает высокие скорости и мореходные качества, а также хорошую устойчивость. Корпус и надстройка сварные, корпус в основном сделан из низколегированной стали. Надстройка, часть платформ, средние части палубы, некоторые поперечные переборки и лёгкие выгородки сделаны из алюминиево-магниевого сплава. Защита корпуса от коррозии и обрастания обеспечивается окраской корпуса и системой автоматической катодной защиты.

### Остойчивость
Корабль может использоваться без ограничений при волнении моря не более 4 баллов и безопасно эксплуатироваться при волнении до 7-8 баллов. Даже при затоплении любых двух отсеков непотопляемость корабля обеспечивается, при этом сохраняются положительными начальная метацентрическая высота и надводный борт.

### Ходовые качества
Главными двигателями являются дизельные двигатели М-517 или М-507, каждый из которых работает на свой валопровод с гребным винтом фиксированного шага. Дизели быстроходные, четырёхтактные, с газотурбинным наддувом, водяного охлаждения, реверсивным устройством и редуктором для снижения оборотов. Мощность составляет 16 тысяч л. с., скорость не менее 28 узлов при нормальном водоизмещении. Дальность плавания 14-узловым ходом при максимальном запасе топлива составляет 1600 миль, запаса продовольствия хватает на 10 суток. Экипаж состоит из 36 человек (в том числе 5 офицеров).

### Радиоэлектронная аппаратура для навигации
На корабле установлены две акустические антенны: подкильная установлена в специальном пластмассовом обтекателе, который снижает помехи от работы собственных гребных винтов; опускаемая антенна размещена в контейнере и погружается до глубины 200 м подъёмно-опускным устройством из кормовой части корабля.
Для управления, счисления пути, обеспечения навигационной безопасности плавания, выработки и выдачи навигационных параметров на корабле установлено современное штурманское вооружение. Для внешней связи с береговыми базами, кораблями и авиацией имеется аппаратура, работающая в коротковолновом, ультракоротковолновом, метровом и дециметровом диапазонах, а также в телефонном и телеграфном режимах.

### Вооружение
В основное вооружение против надводных и подводных целей входят торпеды типов СЭТ-40 или СЭТ-72. Они располагаются в торпедной установке в средней части корабля, сама установка состоит из четырёх стационарных 400-мм однотрубных торпедных аппаратов развёрнутых на угол 8° от диаметральной плоскости. Управление стрельбой дистанционное, ведётся из главного командного пункта; также возможно резервное управление на торпедных аппаратах.
В состав противолодочного вооружения входит реактивная бомбомётная установка РБУ-1200, расположенная в носовой части и состоящая из двух пусковых станков с боезапасом в 30 бомб РГБ-12. Контроль огня из торпедных аппаратов и бомбомёта ведётся благодаря комплексу приборов управления, получающих данные от гидроакустического комплекса МГК-345.
В состав корабельной артиллерии входят 76,2-мм артустановка АК-176М (боезапас в 152 выстрела), в кормовой части установлена артустановка АК-630М (боезапас в 3000 выстрелов). Эти установки поражают воздушные, надводные и видимые береговые цели на дальности до 15000 и 4000 м, соответственно. Дополнительно для борьбы с авиацией противника на крыше надстройки оборудован боевой пост командира-оператора для стрельбы зенитными ракетами 9К36 «Стрела-3». Пусковая установка МТУ-4УС на 4 ЗУР 9К36 расположена в корме между надстройкой и ангаром буксируемой ГАС.
Кроме того корабли проекта 12412 комплектуются несколькими ПЗРК «Игла». Полный боезапас из 16 ЗУР хранится в специальном помещении в надстройке корабля.

### Радиоэлектронные системы управления оружием
В состав радиоэлектронных систем управления входят система управления артустановками «Вымпел-АМЭ», радарная станция обнаружения целей «Позитив-Э», радарная станция «Лиман» и радарная станция распознавания обнаруженных целей. Обнаружение подводных лодок ведётся за счёт гидроакустического комплекса МГК-345 с подкильной и опускаемой антеннами, информация передаётся в комплекс СУ-580Э. МГК-345 обеспечивает обнаружение подводных целей на дальностях атаки бомбомётов с использованием подкильной антенны на ходу и опускной антенны при дрейфе. Дополнительно для постановки дипольных пассивных помех на корабле в кормовой части установлены две пакетные установки ПК-16 с общим боезапасом из 32 турбореактивных снарядов. Помимо всего прочего, есть оборудование для защиты от оружия массового поражения и неконтактного минного оружия.

## Операторы
- БО ПС РФ: 1 МПК на тихоокеанском флоте
- МО ПС Украины: 1 корабль («Григорий Куропятников»)
- ВМС Болгарии: 2 МПК
- ВМС Индии: 1 МПК класса Abhay
- ВМС Кубы: 1 МПК